# El último encuentro (novela)
El último encuentro (en húngaro A gyertyák csonkig égnek 'Las velas se queman hasta el tocón') es una novela de 1942 del escritor Sándor Márai.

## Trama
La novela está ambientada en 1941 en un pabellón de caza al borde de los Cárpatos. Mientras espera la visita de Konrád, su amigo desde la infancia, el anciano general húngaro Henrik recuerda su vida. Desde su formación de cadetes durante la época en que el Imperio austrohúngaro ya estaba en decadencia, la amistad y la lealtad habían unido al futuro general Henrik y al oficial Konrad, aunque Henrik provenía de una familia rica y aristocrática, mientras que Konrád era hijo de un barón empobrecido. Konrád era un invitado bienvenido en la casa de Henrik. Incluso luego del casamiento de Henrik con la hermosa Krisztina, su relación permaneció armoniosa. Durante una cacería, sin embargo, Konrád apuntó con su rifle a Henrik, pero no disparó. A continuación, Konrád desapareció sin dejar rastros. Al día siguiente, después de la partida de Konrád, Henrik visitó su habitación, en la que Konrád nunca le había dejado entrar, y quedó sorprendido por el buen gusto de los muebles. Allí se encontró sorpresivamente con su esposa Krisztina. Por su comportamiento, Henrik concluyó que estaba familiarizada con el ambiente y que había tenido una aventura con Konrád. Después de este incidente, Henrik y Krisztina ya no se hablaron y ocuparon casas muy distantes en la extensa propiedad de Henrik. Ella murió ocho años después.
Durante años, Henrik intenta explicarse el incidente, comprender la naturaleza de su relación con Krisztina y su amistad con Konrád, y descubrir los motivos de su supuesta doble traición. De pronto llega una carta: Konrád donde se anuncia para la cena. Los salones vuelven a airearse y calentarse, todo debe ser igual que hace 41 años.
El regreso de Konrád parece darle al general la oportunidad de resolver los problemas de antaño. La conversación, muy unilateral, dura toda una noche. En un largo monólogo, Henrik explaya los hechos y sus conclusiones. Con sus breves réplicas e interjecciones, Konrád solo muestra interés y anima a Henrik a seguir adelante. Nunca contradice su interpretación de lo sucedido. Sin embargo, no da respuesta a las preguntas de Henrik. Poco antes de la partida de Konrad, Henrik quema la prueba crucial, un diario de su esposa que jamás leyó y se pregunta "si el verdadero contenido" de la vida de ambos "no fue precisamente ese anhelo agónico de una mujer muerta", lo que Konrád corrobora.
Al amanecer, Konrád, a quien Henrik, a pesar de los acontecimientos pasados, califica como su amigo en el transcurso de la conversación, se despide de Henrik, dando muestras de amistoso respeto.

## Título
El motivo de las brasas, al que se refieren los títulos de las traducciones alemana y francesa, aparece en tres pasajes de la novela: poco antes de la partida de Konrad, cuando el general Henrik y el se calientan las manos en las brasas del fuego, inmediatamente antes, cuando el general arroja al fuego el diario de su esposa, así como momento en el que describe el posible motivo para el intento de asesinato por parte de Konrád "La realidad es que me odiaste durante veinticuatro años con una pasión ardiente, que casi te recuerda el ardor de las grandes relaciones, sí, del amor. Me odiaste, y si un sentimiento, una pasión completamente llena el alma de una persona, entonces la venganza arde y humea bajo tal pira junto a la simpatía".

## Temas
"En su novela finamente hilvanada, Sándor Márai se embarca en una expedición a las profundidades del alma humana, en busca de respuestas a las preguntas últimas de nuestra existencia en la tierra. Es una historia sobre la culpa y la traición, el amor y la pasión, el crimen, el honor, el odio, el sentido de la vida, pero sobre todo la amistad". Deutschlandfunk, la emisora de radio pública de Alemania, opinó sobre la obra: "envía a los personajes de su novela por una cuerda floja de emociones, en la que la mentira y la traición, la esperanza y la decepción se encuentran casi fatalmente una al lado de la otra. Por desilusionada y resignada que sea su intuición sobre el manicomio del tiempo y la existencia humana, este europeo, desarraigado por las persecuciones del siglo XX, cree en la vida a pesar de todas las turbulencias personales del destino."
Marai escribió en su diario: "Las “grandes cosas” no suceden en la vida. Si miramos hacia atrás más tarde y buscamos el momento en que nos sucedió algo decisivo e irreversible, la "experiencia" o la "desgracia" que dio forma a nuestra vida posterior, generalmente encontramos solo rastros tan modestos, a veces incluso menos. De hecho, no hay más "experiencia" que la familia, y no hay otra "tragedia" que no sea ese momento en el que debes decidir si te quedas con la familia y su gran, amplia diversidad, "clase", cosmovisión, especie de personas, o si sigues tu propio camino y sabes que de ahora en adelante estarás solo para siempre, que eres libre pero presa de todos y que solo tú puedes ayudarte..."
Dice la madre de Henrik en la novela: "'Ese es nuestro destino humano', dijo su madre. Estaba sentada frente a su espejo, contemplando su belleza que se desvanecía. 'Un día perderemos a la persona que amamos [...] Cualquiera que sea incapaz de soportar esa pérdida fracasa como ser humano y no merece nuestra simpatía.'" De forma semejante reflexiona Henrik sobre su padre: ""Una buena generación, un poco excéntrica, no a gusto en sociedad, arrogante, pero absolutamente entregada al honor, a las virtudes masculinas: el silencio, la soledad, la inviolabilidad de la palabra y las mujeres. Si los defraudaban, callaban".. La mayoría de ellos permanecieron en silencio durante toda la vida, obligados al deber y la discreción como por votos." "tenemos que soportar nuestro carácter y nuestra naturaleza lo mejor que podamos, porque ninguna cantidad de experiencia o perspicacia va a rectificar nuestras deficiencias, nuestra autoestima o nuestra codicia. Tenemos que aprender que nuestros deseos no encuentran ningún eco real en el mundo. Tenemos que aceptar que las personas que amamos no nos aman, o no de la manera que esperamos. Tenemos que aceptar la traición y la deslealtad y, lo más difícil de todo, que alguien sea mejor que nosotros en carácter o inteligencia".

## Recepción
El crítico Tibor Fischer, de The Guardian opinó sobre la novela: "[Marai] Consideró a El último encuentro como una de sus creaciones menores. Pero debe tenerse en cuenta que los escritores se equivocan notoriamente en su producción y que muchos lectores no estarían de acuerdo con él. Publicada en 1942, la novela es producto del período más fértil de Márai, la Segunda Guerra Mundial, cuando emigró a sí mismo cuando Hungría fue destruida por los alemanes y los soviéticos. Ha sido un éxito de ventas en Europa y EE. UU., y es fácil ver porque: hay una pizca de Agatha Christie, una sopa de Mills y Boon, rematada con una prosa elegante y un toque de Beckett avant la lettre."
El Washington Post enmarcó el libro dentro de la literatura europea: "Los eruditos bíblicos se refieren a libros como Proverbios y Eclesiastés como literatura sapiencial. Hay una subcategoría de ficción principalmente europea a la que también se le podría dar este nombre. A menudo se trata de novelas cortas, marcadas por un aire otoñal y desolado, que transmiten ese conocimiento del mundo que proviene solo de la angustia, la desilusión y la larga experiencia, escritas en una prosa mesurada de alto brillo y urbanidad. Piense en El primer amor de Turgenev, La educación sentimental de Flaubert, El gatopardo de Lampedusa, La muerte en Venecia de Mann, Los siete cuentos góticos de Isak Dinesen, La marcha Radetzky de Joseph Roth. El último encuentro toma su propio lugar entre esta distinguida compañía."
La edición americana del libro fue acompañada por la crítica correspondiente: "Un redescubrimiento importante, posiblemente comparable a los de Bruno Schulz, Leo Perutz y Joseph Roth. Una pequeña obra maestra bellamente diseñada."
El semanario alemán Der Spiegel elogió la obra y acotó que "parece extrañamente anacrónica a primera vista [...], esta maravillosa y redescubierta novela del narrador húngaro Sándor Márai (1900-1989). En un lenguaje sencillo y anticuado, [...] Márai exuda el perfume perezoso y opulento de una forma de vida desaparecida. Pero el importante escritor europeo no solo describe ingeniosamente la anatomía de un triángulo amoroso de la desaparecida monarquía del Danubio, Márai también evoca el caos de las relaciones humanas: personas en las que arde una brasa de emoción, ya sea por codicia, amor, venganza u odio. Cabe espera [que] la elegante obra maestra de Márai de 1942 no sea olvidada por segunda vez."